# نيلتون دي أوليفيرا سيلفا
نيلتون دي أوليفيرا سيلفا هو لاعب كرة قدم برازيلي، ولد في 23 ديسمبر 1987 في ريو دي جانيرو في البرازيل. لعب مع نادي أمريكا ونادي خورخي ويلسترمان ونادي ريو برانكو ونادي فلامنغو.